# Independence of the Seas
Independence of the Seas — круизное судно, построенное на верфи концерна «Aker Finnyards», в Финляндии для компании Royal Caribbean International 26 апреля 2008. На момент своей постройки считалось самым большим пассажирским судном в мире. Круизное судно стало третьим в семействе судов класса Freedom.

## История судна
Судно было заказано в ноябре 2003 году круизным оператором Royal Caribbean International на верфи Aker Yards в Турку в Финляндии.
Его киль был заложен под заводским номером 1354 — Aker Yards' NB (new-build) 1354. 14 сентября 2007 года судно было спущено на воду. 17 апреля 2008 года судно было передано во владение багамской компании Independence of The Seas Inc., которая передала судно под управление компании Royal Caribbean Cruises Limited. 
26 апреля 2008 в Саутгемптоне (Великобритания) началась четырёхдневное торжество по случаю запуска судна в эксплуатацию. В программе было концерт инди-группы Scouting For Girls на верхней палубе, прямые трансляции на Virgin Radio и двухдневный Карибский фестиваль. В последний день, 30 апреля, состоялась церемония «крещения» — судну было присвоено название Independence of the Seas. Честь стать «крёстной матерью» была оказана простой британке Элизабет Хилл (Elizabeth Hill), выбранной в ходе конкурса. В отличие традиции предыдущих лет, когда на роль «крёстной матери» приглашались знаменитости и члены королевской семьи, в этот раз был в Великобритании провели конкурс с целью выбрать обычную женщину, которая сделала нечто выдающееся для общества. Из 1700 заявок Элизабет привлекла внимание жюри своей благотворительной деятельностью — на семейной ферме она помогала молодым людям с нарушениями обучаемости или исключенным из школы.
В первый круиз — четырёхночное путешествие в Корк (Ирландия) — Independence of the Seas вышло 2 мая 2008 года из Саутгемптона. Затем 6 мая оно отправилось в круиз продолжительностью 11 ночей на Канарские острова.
В дальнейшем судно осуществляло летние круизы по Европе из Саутгемптона, а на зиму уходило в Форт-Лодердейл (США, Флорида) и совершало круизы в Карибском бассейне. 
С 2010 года судно стало круглогодично выходить из Саутгемптона. 
31 мая 2011 года в порту Гибралтара при взрыве резервуара с нефтью были повреждены осколками некоторые части судна, 12 пассажиров отделались лёгкими ожогами.

## Развлечения на борту
- Особенности:

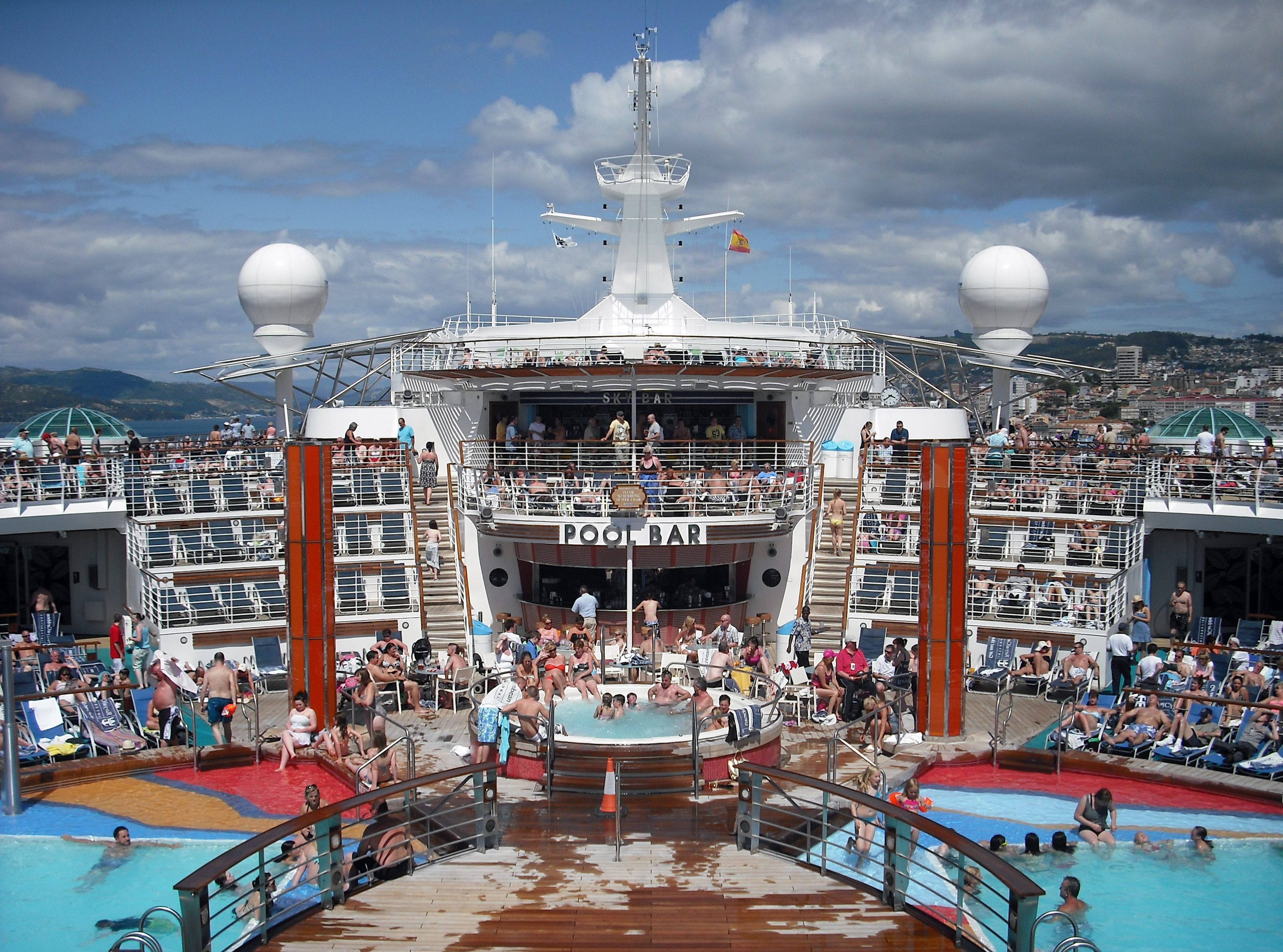

  - торговый променад с магазинами, винными барами, пабами
  - театр на 1200 мест
  - ледовая дорожка
  - баскетбольная и волейбольная площадка
  - мини-гольф на 9 лунок
  - стенка для скалолазания скалодром